# Placodontia
Placodontes
Ordre
Familles de rang inférieur
- Cyamodontidae
- Henodontidae
- Paraplacodontidae
- Placochelyidae
- Placodontidae

Les Placodontia (placodontes soit « dents plates ») forment un ordre éteint de sauropsides marins du Trias, en voie d'extinction à la fin de cette période. On les pense appartenir aux sauroptérygiens, groupe qui comprend aussi les plésiosaures. Les placodontes mesuraient généralement d'un à deux mètres de longueur, les plus grands atteignant les trois mètres.
Le premier spécimen a été découvert en 1830, et ils ont depuis été découverts en l'Europe centrale, en Afrique du Nord, au Moyen-Orient ainsi qu'en Chine.

## Paléobiologie

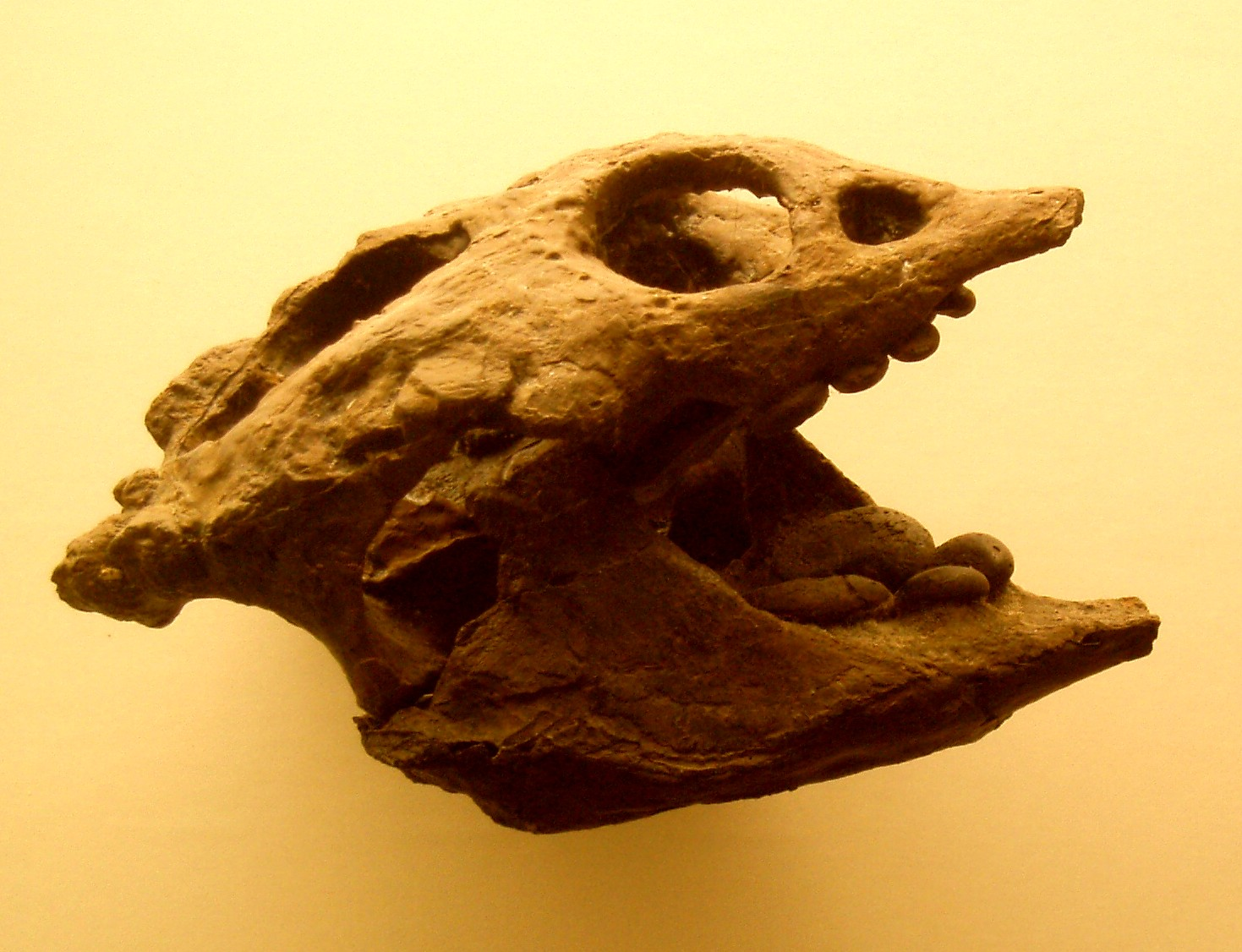
Macroplacus raeticus.

Les premières formes comme Placodus, qui vivait au début jusqu’au milieu du Trias ressemblaient aux lézards « à corps en tonneau », à peu près semblables à l'iguane marin actuel, mais plus grands. Mais contrairement à l'iguane marin, qui se nourrit d'algues, les placodontes mangeaient des coquillages et des mollusques en écrasant leurs coquilles à l'aide de leurs dents plates. Dans les périodes plus anciennes, leur taille était probablement suffisante pour éloigner les principaux prédateurs marins de l'époque : les requins. Cependant, durant les millions d’années suivantes, d'autres prédateurs, sauroptérygiens comme les nothosaures et diapsides tels les ichthyosaures ont colonisé les milieux marins.
Pour protéger leur corps tout en se nourrissant, les placodontes ont développé des plaques osseuses sur leur dos. À la fin du Trias, ces plaques avait tant évolué que les placodontes de l'époque tels que Henodus et Placochelys ressemblaient aux tortues de mer actuelles, à ceci près que leurs « carapaces » étaient articulées, comme chez Psephoderma. Toutes ces adaptations peuvent être considérées comme de parfaits exemples d'évolution convergente, aucun placodonte n'étant apparenté aux chéloniens qui sont des anapsides.
En raison de leur régime alimentaire, de leurs os denses et de leurs cuirasses supposées trop lourdes pour flotter librement, il est suggéré que les placodontes vivaient dans des eaux peu profondes littorales et non dans les milieux pélagiques.
Leur régime était constitué de bivalves marines, de brachiopodes et d'autres invertébrés. Ils se distinguaient par leurs dents, plates, grandes et saillantes, dont ils se servaient pour broyer les mollusques et les brachiopodes qu'ils chassaient sur le fond de la mer (un mode d'alimentation aujourd'hui pratiqué par les morses). Les dents du palais ont été adaptées à ce régime « durophage » (à base de coquillages) : elles étaient très épaisses et assez grandes et fortes pour écraser les coquilles solides.

## Classification
- Classe Sauropsida
  - Super-ordre Sauropterygia
    - Ordre Placodontia
      - Super-famille Placodontoidea
        - Famille Paraplacodontidae
          - Genre Paraplacodus

        - Famille Placodontidae
          - Genre Placodus

      - Super-famille Cyamodontoidea
        - Famille Henodontidae
          - Genre Henodus

        - Famille Cyamodontidae
          - Genre Cyamodus
          - Genre Protenodontosaurus

        - Famille Placochelyidae
          - Genre Glyphoderma
          - Genre Placochelys
          - Genre Psephochelys
          - Genre Psephoderma

      - incertae sedis
        - Genre Psephosauriscus
        - Genre Saurosphargis
        - Genre Sinocyamodus

La famille Helveticosauridae a déjà été considérée comme une superfamille basale de placodontes avec deux familles : Helveticosaurus et Eusaurosphargis. Toutefois, il a été plus récemment suggéré que Helveticosaurus n'était pas un placodonte, mais peut-être un membre inhabituel de la famille des Archosauromorphes, ayant morphologiquement rejoint les placodontes par convergence évolutive.

Divers placodontes restitués par le paléoartiste Nobu Tamura
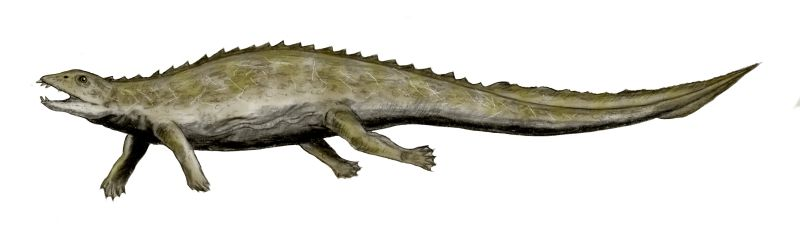
Placodus
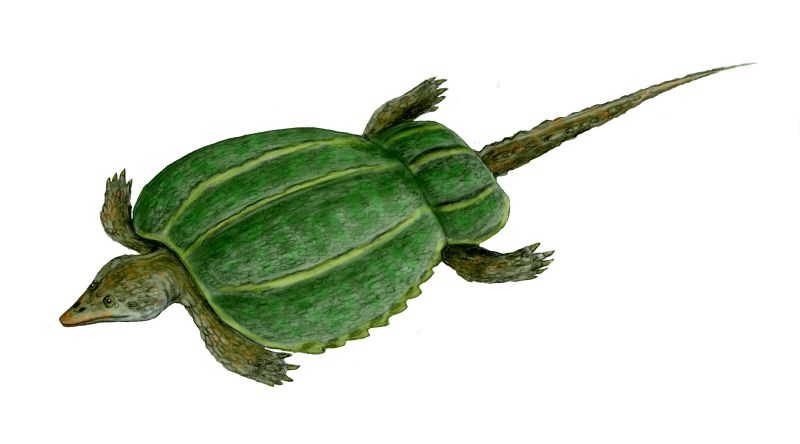
Psephoderma
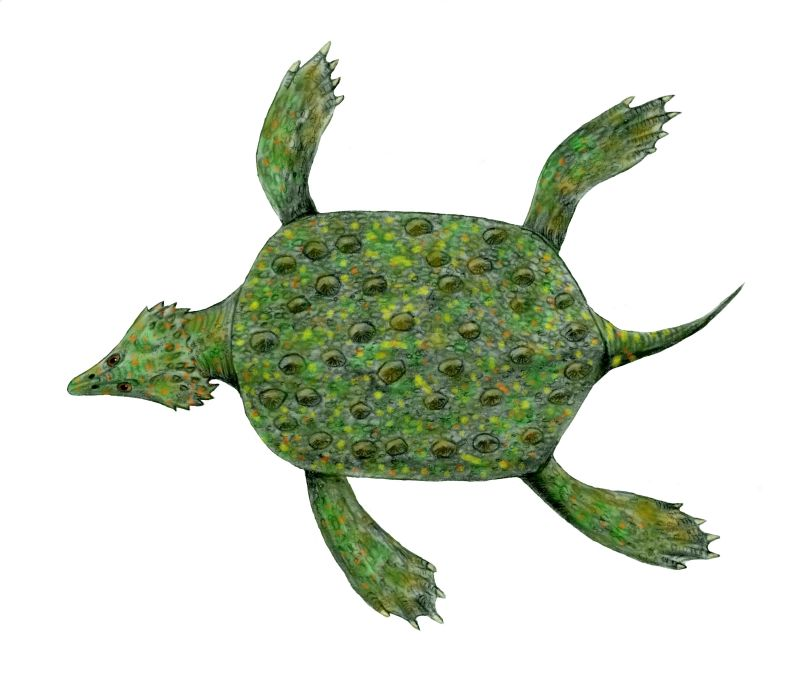
Placochelys
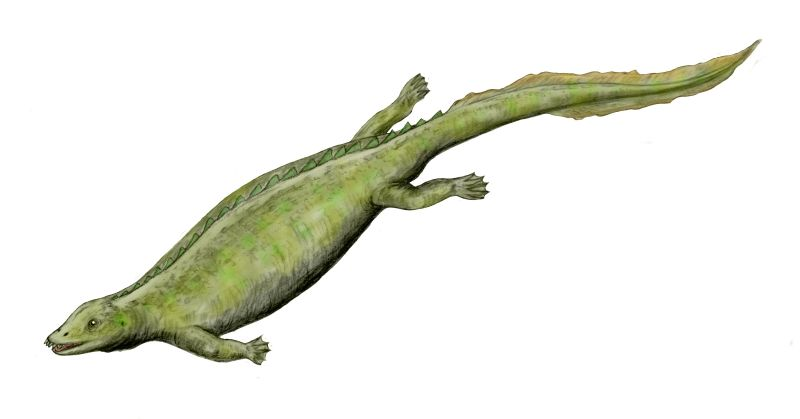
Paraplacodus